# جاك فاغنر (سياسي)
جاك فاغنر (بالإنجليزية: Jack Wagner)‏ هو سياسي أمريكي، ولد في 4 يناير 1948 في الولايات المتحدة. حزبياً، نشط في الحزب الديمقراطي. وقد انتخب عضو مجلس ولاية بنسيلفانيا وانتخب Pennsylvania Auditor General ‏ (2005 – 2013).